# Apterodemidea paraguayensis
Apterodemidea paraguayensis är en skalbaggsart som beskrevs av Gilbert John Arrow 1903. Apterodemidea paraguayensis ingår i släktet Apterodemidea och familjen Melolonthidae. Inga underarter finns listade.